# Henry Lerolle
Pour les articles homonymes, voir Lerolle.
Henry Lerolle, né à Paris le 4 octobre 1848 et mort dans la même ville le 22 avril 1929, est un peintre, graveur, musicien et collectionneur d'art français.

## Biographie
Issu d'un milieu aisé, Henry Lerolle est le fils de Timothée Lerolle (1816-1882) et d'Adèle Edmée Delaroche. Son frère aîné est l'homme politique Paul Lerolle (1846-1912).
Henry Lerolle suit une formation à Paris à l'Académie de Charles Suisse, puis entre à l'École des beaux-arts de Paris dans l'atelier de Louis Lamothe. Il débute au Salon de 1868.
Henry Lerolle s'entoure d'artistes dont il collectionne les œuvres, de musiciens et d'écrivains comme Edgar Degas, Claude Monet, Pierre Auguste Renoir, Maurice Denis, Gustave Moreau ou Albert Besnard auquel il commande une série de vitraux pour son hôtel particulier du 20, avenue Duquesne à Paris.
Henry Lerolle expose au Salon de la Société nationale des beaux-arts en 1901.
Violoniste et compositeur amateur, c'est par sa femme Madeleine Escudier, dont la sœur avait épousé Ernest Chausson, qu'il peut s'initier à la musique contemporaine : il devient l'ami de Claude Debussy et noue également des relations avec Henri Duparc, Serge Prokofiev, Maurice Ravel, Erik Satie ou Igor Stravinsky.
Ses deux filles épousent les fils de son ami l'industriel et collectionneur Henri Rouart — dont Eugène Rouart, mari d'Yvonne Lerolle, qui seront le sujet de la trilogie gidienne : L'École des femmes, Robert et Geneviève parue de 1929 à 1936. Henry Lerolle, son épouse et ses deux filles ont posé pour plusieurs peintres, dont Edgar Degas, Pierre Auguste Renoir, Maurice Denis, ou encore Albert Besnard.

La famille d'Henri Lerolle
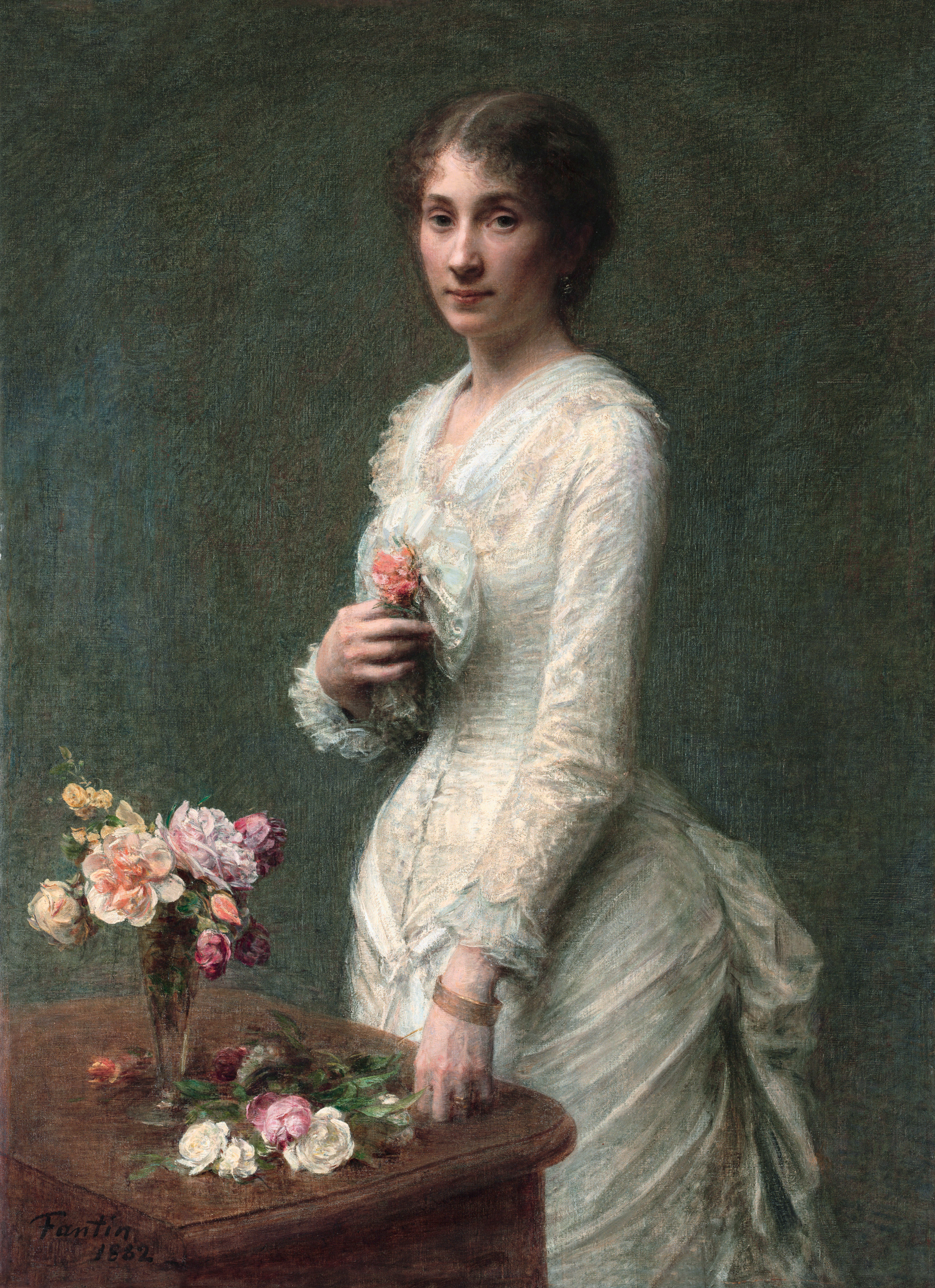
Henri Fantin-Latour, Madame Lerolle (1882), Cleveland Museum of Art.
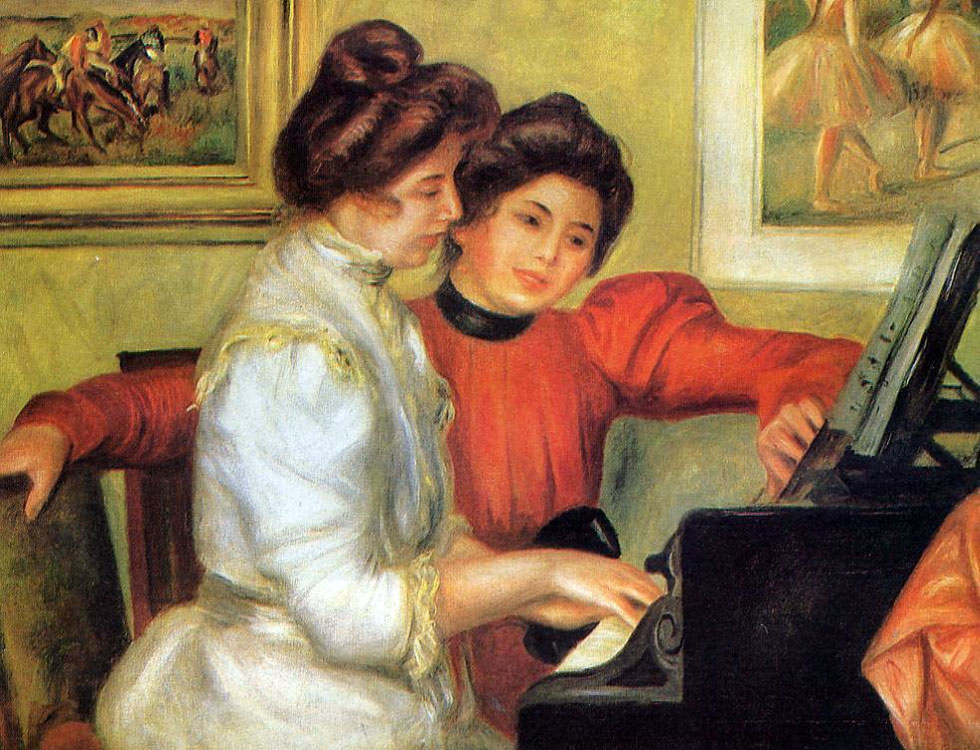
Pierre-Auguste Renoir, Yvonne et Christine au piano (1895), Paris, musée de l'orangerie.

Il était l'un des plus anciens amis d'Albert Besnard. « Le vieil ami Henry Lerolle, n'y tenant plus de curiosité, demanda à voir les tableaux de l'Inde en cours d’exécution et passa plusieurs jours avec mes parents, regardant les toiles sans rien dire. Ce mutisme, intentionnel ou non, impatientait mon père qui ne put s'empêcher de d'observer : “ Tu ne dis rien, Henry, pas même une critique, explique-moi au moins pourquoi ? ” Alors, Lerolle fit cette réponse sybilline [sic] : Ben… je n'aurais jamais cru que c'était comme ça ”. Tout Lerolle était dans cette phrase qui nous amusa beaucoup ».
« Lerolle […] avait de l'aisance, recevait bien, s'exprimait lentement, mais avec esprit ; il possédait une rosserie calme d'apparence candide, qui à bien considérer, était intentionnelle. […] Il ajouta plusieurs des œuvres maîtresses de son ami Degas à sa collection de Renoir, de Corot et d'impressionnistes ».
Henry Lerolle meurt à Paris le 22 avril 1929 et est inhumé dans la même ville au cimetière du Montparnasse.
Son fils Guillaume Lerolle (1884-1954) était représentant pour l'Europe du Carnegie Museum of Art de Pittsburgh, alors dirigé par Homer Saint-Gaudens (en). Il y organisait des expositions d'art moderne français et servait à l'occasion d'intermédiaire entre les collectionneurs américains et les artistes et marchands d'art français.

## Son œuvre

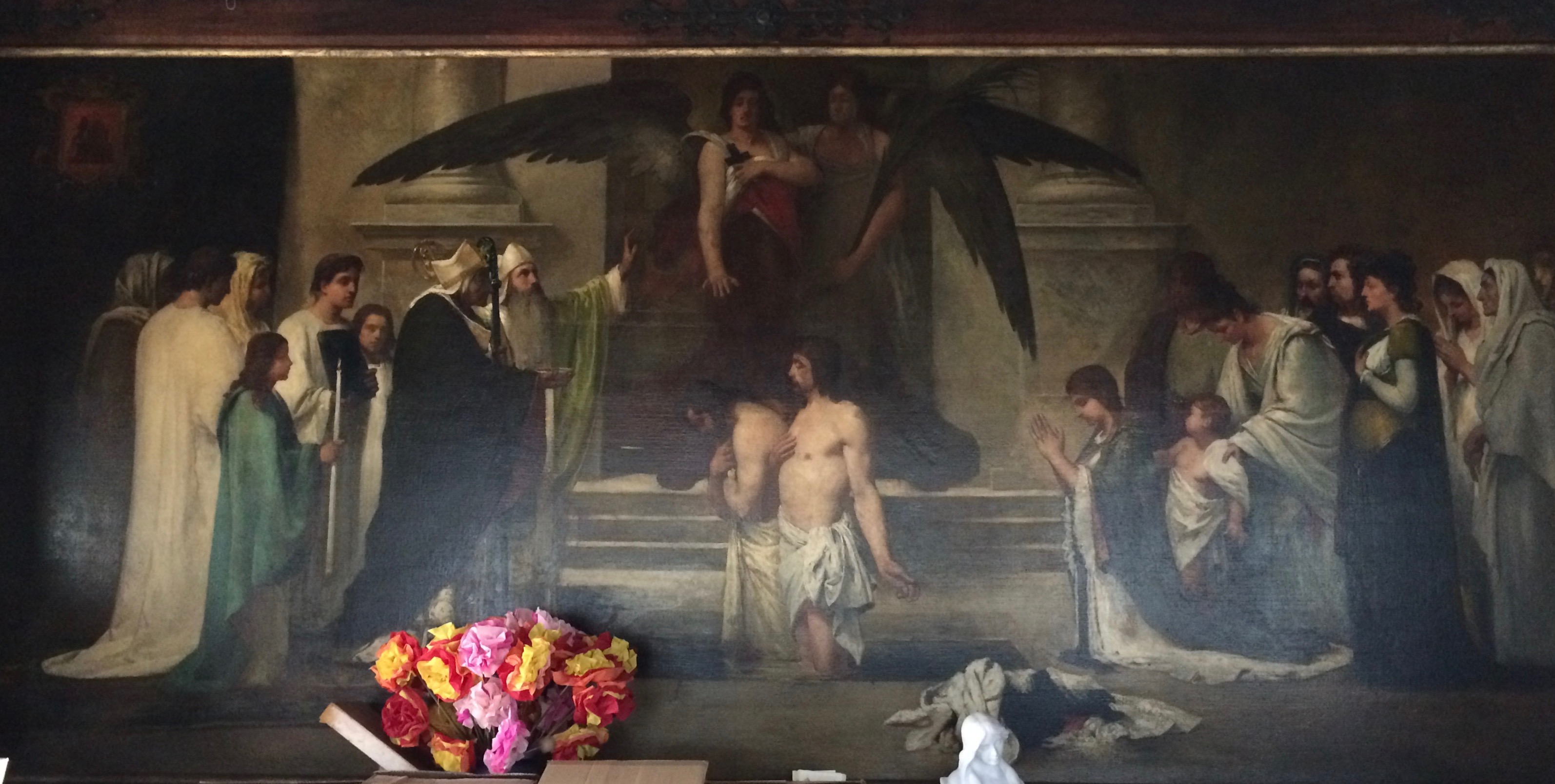
Baptême des martyrs de Créteil (1874), fresque, église Saint-Christophe de Créteil, chapelle des fonts baptismaux.

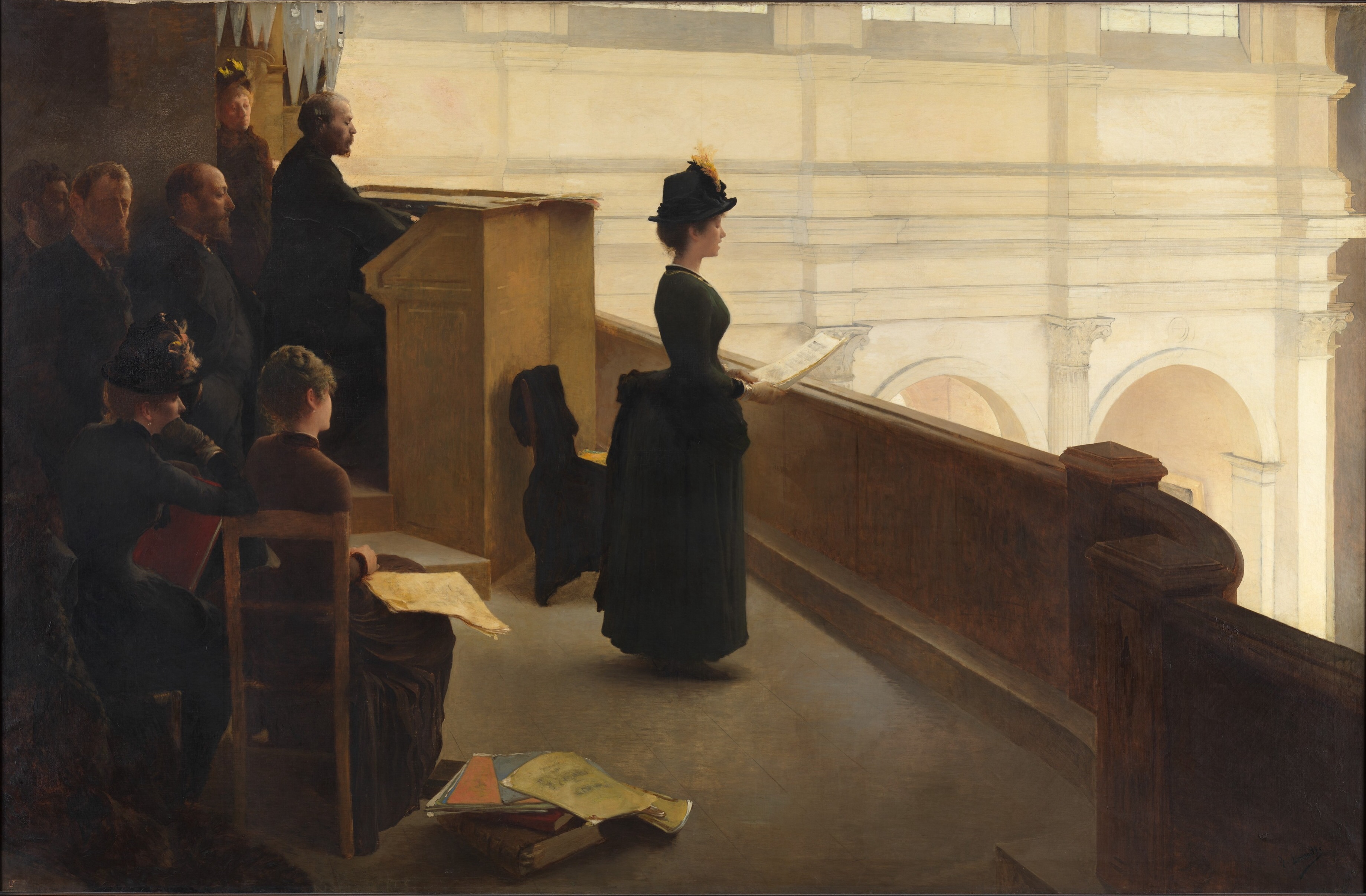
La Répétition à l'orgue (1885), New York, Metropolitan Museum of Art.

Lerolle exécute de nombreuses décorations murales, souvent d'inspiration religieuse, d'abord sur grand chevalet, puis sur toile marouflée.
Une de ses premières œuvres est, en 1874, le Baptême des martyrs de Créteil (saint Agoard et saint Agilbert) qui décore la chapelle des fonts baptismaux de l'église Saint-Christophe de Créteil.
Il peint La Lettre en 1880.
Il présente au Salon de 1878 un tableau de chevalet monumental, Communion des Apôtres, commandé par la Ville de Paris pour l'église parisienne Saint-François-Xavier. En 1888, il exécute une autre peinture monumentale, Communion, toujours pour Saint-François-Xavier, aujourd'hui conservée à la sacristie.
Il passe à la peinture murale en 1896 avec son Calvaire sur les murs de la chapelle des Dames-du-Calvaire, dans la maison médicale Jeanne-Garnier, dans le 15e arrondissement de Paris.
Vers la fin des années 1890, Lerolle réalise un décor pour l'église Saint-Martin-des-Champs de Paris, Jésus-Christ lui apparaît, disant aux anges : « Martin, catéchumène, m'a revêtu de ce manteau ».
Il participe également à la décoration de la Schola Cantorum de Paris, de l'hôtel de ville de Paris (Couronnement de la Science et Enseignement de la Science) et de l'université de la Sorbonne (Fuite en Égypte).
À Dijon, on lui doit le décor du couvent des Dominicains, Saints dominicains autour du Christ en croix (1898, huile sur toile marouflée).
Graveur, il a produit des eaux-fortes et des pointes sèches, des paysages et des scènes de genre. Certaines ont été éditées par la maison Cadart (1878-1879) et furent saluées par Maurice Denis.

## Distinctions
Henry Lerolle a reçu les insignes de chevalier de la Légion d'honneur le 29 octobre 1889.

### Collections publiques
- États-Unis
  - Boston, musée des Beaux-Arts.
  - New York, Metropolitan Museum of Art.
  - San Francisco, musée des Beaux-Arts.

- France
  - Gray, musée Baron-Martin : Saints visitant une vallée, huile sur toile, 101 × 101 cm.
  - Paris :
    - musée d'Orsay : Étude de jambes, vers 1880, huile sur toile, 55 × 46 cm[23].
    - musée du Louvre, département des arts graphiques.

  - Pau, musée des Beaux-Arts.
  - Nantes, musée d'Arts.
  - Reims, musée des Beaux-Arts : La Récolte des pommes de terre, 1884, huile sur toile, 46 × 65 cm[24].
  - Roanne, musée des Beaux-Arts et d'Archéologie Joseph Déchelette
    - Intérieur moderne, huile sur carton, début du XXe siècle

  - Sélestat, Bibliothèque humaniste.

### Collections particulières
- Deux femmes dans un intérieur, huile sur toile, 55 × 46 cm[25].